# Jedinica žabaca
Jedinica žabaca (дан. Frømandskorpset) elitna je jedinica za specijalne operacije Kraljevske danske mornarice. Jedinica je osnovana 17. juna 1957. godine po uzoru na podvodne diverzantske jedinice drugih zemalja, kao što su Američke foke i britanski Special Boat Service (SBS). Njeni pripadnici su obučeni za razne vrste specijalnih operacija, uključujući podvodno ratovanje, protivterorističke akcije i specijalne misije iza neprijateljskih linija.

## Istorija
Frømandskorpset je osnovan 17. juna 1957. godine. U početku je bio deo Škole za ronjenje Kraljevske danske mornarice u Fladestation Holmen (Kopenhagen), ali je 1972. postao nezavisna jedinica, operativno podređena eskadronu podmornica.

## Funkcija
Glavna funkcija Frømandskorpseta je izviđanje, ali jedinica takođe preuzima zadatke sabotaže fiksnih instalacija, napredne sile i pomorske antiterorističke zadatke. Takođe obavlja specijalne operacije na kopnu, uključujući antiterorističke i protivkriminalne operacije.

## Trening
Pripadnici Frømandskorpseta prolaze kroz rigorozan trening koji traje devet meseci. Svake godine, između 500 i 600 kandidata započne obuku, ali manje od desetak završi sve faze treninga. Od osnivanja jedinice do 2015. godine, 311 operativaca je uspešno završilo obuku.

## Napredni trening i specijalizacije
Nakon osnovnog treninga, pripadnici Frømandskorpseta prolaze kroz specijalizovane kurseve i napredne obuke koje uključuju:
- Napredne Tehnike Ronjenja: Obuka za duboko more, noćno ronjenje, i ronjenje pod ekstremnim uslovima.
- Protuterorističke Operacije: Taktike oslobađanja talaca, neutralizacija terorističkih pretnji, i operacije u urbanim sredinama.
- Zimska Obuka: Specijalizovane veštine preživljavanja i operacije u arktičkim i zimskim uslovima.
- Obuka za Padobrance: Visinski skokovi, skokovi sa niskom otvaranjem padobrana, i skokovi iz različitih vazduhoplova.

## Poznati članovi
Nekoliko članova Frømandskorpseta je postalo poznato zbog svojih dostignuća unutar i izvan vojne službe:
- Bjørn Andersen: Vodeći instruktora specijalizovan za anti-terorističke operacije.
- Lars Sørensen: Prepoznat po svojoj ulozi u koordinaciji međunarodnih specijalnih operacija.
- Anders Pedersen: Istaknuti član koji je prešao u privatni sektor, gde je postao stručnjak za bezbednost i krizni menadžment.

## Međunarodne misije
Frømandskorpset je učestvovao u mnogim značajnim međunarodnim misijama, uključujući:
- Operacija Enduring Freedom: Misije u Avganistanu sa ciljem eliminacije talibanskih jedinica i stabilizacije regije.[6]
- Operacija Iraqi Freedom: Angažovanje u obaveštajnim i borbenim misijama tokom rata u Iraku.[7]
- Operacija Sirija:Žabci, zajedno sa pripadnicima Jaeger Corps-a, raspoređeni su u Siriju 2017. godine. Snage, koje su se sastojale od 60 članova obe specijalne operativne jedinice, bile su jedna od najvećih rasporeda specijalnih operacija u istoriji danske vojske.[8]
- Operacija Ocean Shield: Borba protiv pirata u Adenskom zalivu, gde su jedinice pokazale izuzetnu efikasnost u zaštiti međunarodnih brodova.[9]

## Saradnja sa međunarodnim jedinicama
Frømandskorpset često sarađuje sa specijalnim jedinicama drugih zemalja:
- Navy SEALs: Redovni zajednički treninzi i razmena taktika sa američkim SEAL jedinicama.
- SBS (Special Boat Service): Operativna saradnja sa britanskim SBS timovima u različitim međunarodnim operacijama.
- KSK (Kommando Spezialkräfte): Nemačke specijalne jedinice sa kojima Frømandskorpset deli obuku i operativne misije.

## Oprema
Jedinica koristi raznovrsnu opremu, uključujući:
- Glock 17
- Heckler & Koch MP5
- SIG MCX
- Colt Canada C8 IUR
- Sako TRG-42
- Colt Canada M203A1
- Carl Gustav M3
- AT-4 CS

## Priznanja i Nagrade
Frømandskorpset je dobio brojna priznanja za svoje operativne uspehe i izuzetne performanse:
- Predsednički jedinični citat (Sjedinjene Države): Priznanje za saradnju i uspešne operacije zajedno sa američkim snagama.
- Medalja za Hrabrost: Nagrada dodeljena članovima za izuzetnu hrabrost i zalaganje u borbenim situacijama.
- Orden Dannebrog: Dodeljen od strane danskog monarha za izuzetne usluge i doprinos nacionalnoj bezbednosti.

## Spoljašnje veze
- Zvanična stranica Frømandskorpseta na sajtu Danske odbrane